# Dingoo A330
Der Dingoo A330 ist eine in der Volksrepublik China hergestellte Handheld-Konsole, die quelloffene Programme unterstützt. Derzeit ist er in der Farbe schwarz erhältlich. Der Dingoo A330 ähnelt sehr stark der Handheldkonsole PlayStation Portable von Sony. Der Dingoo A330 ist der Nachfolger des Dingoo A320.

## Spezifikationen
| Prozessor                   | Ingenic JZ4732, 400 MHz (MIPS-Architektur) |
| Arbeitsspeicher             | 64 MB |
| Interner Speicher           | 4 GB |
| Zusätzlicher Speicher       | miniSDHC-Karten |
| Eingabe Handheld            | Steuerkreuz, ABXY-Knöpfe, Schultertasten, Start- u. Select-Knopf |
| Eingabe Wireless Controller | 2 Analog Sticks, Digitales Steuerkreus, ABXY-Knöpfe, Schultertasten, Start- u. Select-Knopf |
| Ausgabe                     | Integrierter Stereo-Lautsprecher, Kopfhörer, TV-Ausgang: vierpolig ausgeführte Klinkenbuchse, die sich als auch für einen zweiten Kopfhörer nutzen lässt, und mittels Adapter sowohl Videocomposite-Signal als auch Stereo-Audio via Cinchstecker zur Verfügung stellt |
| Bildschirm                  | 2,8" LCD, 320×240 Pixel, 32 Bit Farbtiefe |
| Akkumulator                 | 1700MAh Lithium ion battery |
| Video-Dateiformate          | RM, MP4, 3GP, AVI, ASF, WMV, MOV, FLV, MPEG |
| Audio-Dateiformate          | MP3, WAV, WMA, APE, FLAC, RA |
| Radio                       | Integrierter Tuner |
| Rekorder                    | Unterstützt Aufnahme von Sprach- und Radioaufzeichnungen |
| E-Book                      | Unterstützt Textdateien, Lesezeichenfunktion, automatisches Blättern und Sprachausgabe (chinesisch u. englisch) |
| Abmessungen                 | 132×57×15 |
| Gewicht                     | 120 g |